# Pedro Craesbeeck
Peeter van Craesbeeck, que em Portugal assinou Pedro Craesbeeck (Lovaina, c. 1552 – Lisboa, 1 de Abril de 1632), foi um importante tipógrafo, impressor e editor dos primórdios desta arte em Portugal, onde em 1590 fundou a mais famosa casa editora do seu tempo, que se manteve na dinastia por ele iniciada e que por mais de um século ocupou importante papel na edição portuguesa.

## Biografia

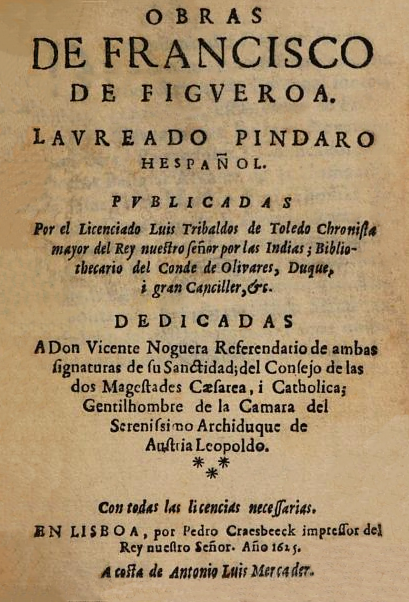
Obras de Francisco de Figueroa (Lisboa, 1625).

Pedro Craesbeeck, que pertencia a uma importante família flamenga, começou a trabalhar como aprendiz com os tipógrafos Cristóvão Plantin e Baltasar Moretus. Fugindo dos conflitos religiosos das Províncias Unidas, mudou-se para Lisboa, onde em 1590 fundou uma das primeiras tipografias portuguesas. Aparece em algumas biografias como tendo nascido cerca de 1572, mas nasceu de facto quase 20 anos antes. Aliás, seu mestre Plantin nasceu entre 1514 e 1520. E seu pai, Wilhelmus van Craesbeke, que em 1545 teve cota de armas do imperador Carlos V, já esteve, em novo, na batalha de Pavia (1525).
Pedro Craesbeeck teve do rei D. Filipe II o foro de cavaleiro fidalgo da sua Casa a 25 de Outubro de 1617. A 28 de Maio de 1620 foi nomeado impressor da Casa Real e a 12 de Outubro de 1628  teve o cargo de livreiro-mor do reino e da Ordem de Cristo, cargos em que lhe sucederia seu filho Paulo Craesbeeck (acrescido a 27 de Outubro de 1642  do cargo de livreiro-mor das restantes ordens militares) e seu neto António Craesbeck de Melo.
Ao longo da existência da casa tipográfica da família Craesbeeck foram publicadas 150 edições, entre as quais as nove edições do poema "Os Lusíadas" e onze das "Rimas", ambas de Luís de Camões. Deve-se ainda a Pedro Craesbeeck a primeira edição do livro de viagens de Fernão Mendes Pinto, "Peregrinação", impresso em Lisboa em 1614. 
Foi sepultado em Lisboa, na capela de Santo André dos Flamengos, de que era irmão perpétuo.

## Família
Com a morte de Pedro Craesbeeck, em 1632, tinha cerca de 80 anos de idade, seus filhos assumiram os negócios da família. Lourenço de Anvers (1606–1679), cavaleiro da Ordem de Cristo, primeiro impressor da Gazeta cognominada da Restauração (1641), assumiu a oficina tipográfica (a "Officina Craesbeeckiana").  O filho mais velho, Paulo Craesbeeck (1605–1664), fidalgo da Casa Real (20 de Março de 1670), sucedeu como livreiro-mor do reino e das ordens militares e impressor da Casa Real. Com a criação de uma nova casa impressora em Coimbra em 1639, ficou também responsável pela oficina de Lisboa.
Este Paulo Craesbeeck casou a primeira vem com Maria de Torres Veloso e a segunda vez com D. Cecília Soares de Melo (1614–1697), sobrinha materna de D. Frei António da Ressurreição Soares (1578–1637), bispo de Angra (10 de Julho de 1635), lente de Prima da Universidade de Coimbra (1620–1635) e deputado do Santo Ofício (1 de Outubro de 1626). Do primeiro matrimónio nasceu Pedro Craesbeeck, que não seguiu o ofício paterno e foi capitão de mar e guerra, sendo avô materno do Dr. Francisco Xavier da Serra Craesbeeck (1673–1736), celebrado autor das «Memórias Ressuscitadas da Província de Entre-Douro-e-Minho». Do segundo casamento foram filhos o já referido António Craesbeeck de Melo e Lourenço Craesbeeck, que sucederam a seu pai. Destes foi ainda irmão inteiro Diogo Soares Craesbeeck, procurador da Câmara do Porto (12 de Maio de 1663) e escrivão proprietário da Provedoria desta comarca.
O Pedro Craesbeeck em epígrafe era o irmão mais novo de Messire Jean-Jacques van Craesbeke, membro das influentes Lignages de Bruxelles, senhor de Craesbeke e Vos, em Lovaina, e de Stephanus van Craesbeke, professor da Universidade de Lovaina, todos filhos de Wilhelmus van Craesbeke, senhor de Craesbeke, e de sua mulher Hyvindingis de Vos, senhora de Vos. Wilhelmus van Craesbeke, falecido a 18 de Março de 1582  em Lovaina, com cerca de 72 anos, foi fidalgo do imperador Carlos V, com quem na sua juventude esteve na batalha de Pavia (1525) e de quem recebeu cota de armas a 4 de Abril de 1545.
Pedro Craesbeeck casou em 1602 com Susana Domingues de Beja Anvers, falecida a 6 de Maio de 1644 em Coimbra, sendo sepultada na igreja dos frades descalços do Carmo desta cidade. Era filha de João Domingues de Beja Anvers e sua mulher Catarina Gomes Pacheco.